# Дзеканьство
Дзеканьство (пол. Dziekaństwo) — село в Польщі, у гміні Компрахциці Опольського повіту Опольського воєводства.
Населення — 262 особи (2011).

## Демографія
Демографічна структура станом на 31 березня 2011 року:
|          | Загалом | Допрацездатний вік | Працездатний вік | Постпрацездатний вік |
| -------- | ------- | ------------------ | ---------------- | -------------------- |
| Чоловіки | 119     | 19                 | 81               | 19                   |
| Жінки    | 143     | 23                 | 82               | 38                   |
| Разом    | 262     | 42                 | 163              | 57                   |